# Omicidi del mercato Victoria
Gli omicidi del mercato Victoria furono una serie di agguati mortali con fucile ai danni di persone legate alla gestione dei mercati dello Stato di Victoria nel 1963.
Sebbene il caso rimane irrisolto, dalle indagini che ne seguirono parve ben chiaro come dietro alla catena di omicidi ci fosse la mano di una non meglio conosciuta organizzazione mafiosa, che negli anni a seguire si scoprì essere tale Onorata Società, un gruppo criminale di ispirazione 'ndranghetista formatosi negli anni dell'immigrazione italiana in Australia.

## Sfondo
Come avvenuto nell'America settentrionale con la Cosa nostra statunitense, in Australia il fenomeno malavitoso italiano ebbe meno a dare risalto anche per la natura diversa della formazione e della caratterizzazione delle fazioni diverse costituitesi. Se negli Stati Uniti aveva prevalso il modello siciliano abituato ad azioni eclatanti sia in madre patria che all'estero, la mafia calabrese da sempre si preoccupava di non farsi notare per non subire ripercussioni nei propri affari. Proprio a causa di ciò, il fenomeno calabrese anche nei Paesi esteri fu sempre oggetto di poca o nessuna attenzione per via del silenzio al riguardo, e prima degli omicidi dei mercati Victoria in Australia nessuna indagine su attività mafiose vennero mai fatte o seguite.
Nel 1930 in Italia nasceva Domenico Italiano. Immigrato in Australia alla ricerca di sbocchi extranazionali per l'estensione della mafia calabrese all'estero, trovò nei mercati ortofrutticoli della regione Victoria, all'epoca un campo d'affari molto proficuo per le persone che decidevano di mettersi in proprio, la soluzione a ogni problema. Aiutato dalla verginità del territorio australiano in materia di organizzazioni criminali, Italiano stimolò l'arrivo in Australia di personaggi di spicco in Calabria per avviare un ramo indipendente ma comunque legato alla nativa 'ndrangheta, che in omaggio decise di chiamare Onorata Società, tra l'altro uno degli appellativi con cui si conosce la suddetta. Quello che ne uscì fu la quasi istantanea ramificazione della neonata organizzazione nel territorio, e allo stesso tempo la capacità di non far sentire la propria presenza.
Gli immigrati italiani furono incoraggiati a creare raccolti da Italiano e gli altri, dei quali avrebbero poi rivenduto i prodotti ai mercati di Victoria. Sebbene la manovalanza italiana servisse come base per gli affari, i capi dei mercati di Victoria erano ben altra cosa e di questo si accorse Vincenzo Angilletta, un mafioso alla ribalta che aveva nel frattempo costituito una banda scissionista in grado di rivaleggiare con gli uomini di Italiano. Angilletta aveva piani ambiziosi per la gestione della tratta campi di raccolta-mercati, ma non deteneva quel potere necessario ad affrontare gli 'ndranghetisti, i quali optarono per una presa di posizione violenta. Al termine della faida per lo scambio di potere, sia i contadini, che i venditori e i gestori, erano entrati nel sistema appena stabilitosi, e ognuno di loro doveva pagare una tassa all'Onorata Società e non più alla defunta casa scissionista.

## Indagini
A seguire le indagini sugli omicidi fu chiamata un'unità di investigatori del FBI, capitanata dal famoso agente John Cusack. In base alla relazione stilata sulle vicende, Cusack arrivò alla conclusione che non si potesse escludere la mano di qualche mafia non meglio identificata dietro il ciclo di agguati mortali dal momento che fino ad allora nessun segnale riguardante la presenza di organizzazioni criminali s'era presentato alle forze statali australiane.
Nonostante l'aiuto delle forze investigative statunitensi, a parte alcuni sospetti ricaduti su un possibile sindacato criminale di natura sconosciuta, le autorità non batterono mai una direzione precisa anche per mancanza di idee e testimoni che potessero sostenere le indagini. Comunque, la Sezione Omicidi della polizia di Victoria fu travolta da uno scandalo, forse - ma non necessariamente legato al caso degli omicidi, dopo che il capo sezione Jack Matthews e il suo secondo Jack Ford furono arrestati per corruzione.